# Сеснан
Сесна́н (фр. Secenans) — коммуна во Франции, находится в регионе Франш-Конте. Департамент — Верхняя Сона. Входит в состав кантона Виллерсексель. Округ коммуны — Люр.
Код INSEE коммуны — 70484.

## География
Коммуна расположена приблизительно в 350 км к юго-востоку от Парижа, в 55 км северо-восточнее Безансона, в 33 км к востоку от Везуля.

## Население
Население коммуны на 2010 год составляло 159 человек.
| 1962 | 1968 | 1975 | 1982 | 1990 | 1999 | 2010 |
| ---- | ---- | ---- | ---- | ---- | ---- | ---- |
| 124  | 137  | 145  | 146  | 151  | 120  | 159  |

## Администрация
| Период | Период | Фамилия             | Партия | Примечания |
| ------ | ------ | ------------------- | ------ | ---------- |
| 2001   | 2008   | Жозеф Тарби         |        |            |
| 2008   | 2014   | Жан-Пьер Голашевска |        |            |

## Экономика
В 2010 году среди 97 человек трудоспособного возраста (15—64 лет) 70 были экономически активными, 27 — неактивными (показатель активности — 72,2 %, в 1999 году было 63,1 %). Из 70 активных жителей работали 65 человек (35 мужчин и 30 женщин), безработных было 5 (1 мужчина и 4 женщины). Среди 27 неактивных 5 человек были учениками или студентами, 13 — пенсионерами, 9 были неактивными по другим причинам.